# Jean-Michel Moutier
Jean-Michel Moutier (født 18. marts 1955 i Damelevières, Frankrig) er en fransk tidligere fodboldspiller (målmand).
Moutier startede sin karriere hos AS Nancy, som han var tilknyttet i ti år. Her var han i 1978 med til at vinde pokalturneringen Coupe de France. I 1984 skiftede han til Paris Saint-Germain, som han repræsenterede de sidste tre år af sin karriere.

## Titler
Coupe de France
- 1978 med AS Nancy